# Iga vas
Iga vas – wieś w Słowenii, w gminie Loška dolina. W 2018 roku liczyła 210 mieszkańców.